# District de Chicualacuala
Le district de Chicualacuala est une subdivision administrative de la province de Gaza au nord du Mozambique. En 2011, sa population est de 41 368 habitants.

## Source de la traduction
- (en) Cet article est partiellement ou en totalité issu de l’article de Wikipédia en anglais intitulé « Chicualacuala District » (voir la liste des auteurs).